# Île Graham (Colombie-Britannique)
Pour les articles homonymes, voir Graham.
L’île Graham (en anglais : Graham Island ; en haïda : Kiis Gwaay), plus grande île de l'archipel Haïda Gwaïi, est située dans les  eaux côtières de l'Alaska du Sud-Est et de la Colombie-Britannique, au large de la côte de la Colombie-Britannique, au Canada. Elle n'est séparée que par un étroit canal de l'autre île principale du groupe, l'île Moresby.
L'île Graham a été nommée en 1853 par James Charles Prevost, commandant du HMS Virago, pour James Graham, qui était Premier Lord de l'Amirauté à l'époque.

## Curiosités naturelles
- Tow Hill